# Microregione di Guarapuava
Guarapuava è una microregione del Paraná in Brasile, appartenente alla mesoregione di Centro-Sul Paranaense.

## Comuni
È suddivisa in 18 comuni:
- Campina do Simão
- Candói
- Cantagalo
- Espigão Alto do Iguaçu
- Foz do Jordão
- Goioxim
- Guarapuava
- Inácio Martins
- Laranjeiras do Sul
- Marquinho
- Nova Laranjeiras
- Pinhão
- Porto Barreiro
- Quedas do Iguaçu
- Reserva do Iguaçu
- Rio Bonito do Iguaçu
- Turvo
- Virmond